# Steen Andersen Bille (statsminister)
Steen Andersen Bille, född 22 augusti 1751  och död 15 april 1833, var en dansk militär och politiker.
Bille gjorde sig känd genom den djärvhet och diplomatiska skicklighet med vilken han som befälhavare på ett par danska örlogsfartyg i Medelhavet 1797 tvingade Barbareskstaterna på Afrikas kust att lämna den danska sjöhandeln på Levanten i fred. Utnämnd till kommendör 1803 ryckte Bille inom amiraliteten till sig ledningen, vilken han skötte med stor redlighet, även om han klandrades för sin självsvåldighet i ämbetet. När Danmark 1807 av britterna tvingades utlämna sin flotta, vägrade Bille underteckna uppgörelsen härom. Bille utnämndes 1829 till amiral, och 1831 till gehejmestatsminister.